# Eurydike av Egypten
Eurydike av Egypten, död efter år 287 f.Kr, var en maka till Ptolemaios I av Egypten, grundaren av den Ptolemaiska dynastin. Hon var dock aldrig formellt drottning, eftersom paret skildes innan Ptolemaios antog kungatiteln.
Eurydike var dotter till Antipatros. Tidpunkten för vigseln med Ptolemaios är okänd, men den bör ha skett mellan 321 och 319 f.Kr. Ptolemaios utropade sig inte till kung förrän år 305, men han var redan under deras äktenskap Egyptens härskare. Ptolemaios hade ett stort antal älskarinnor och konkubiner, bland andra hetären Thais och Eurydikes egen kusin och hovdam, Berenike I. År 317 f.Kr försköt han Eurydike och gifte sig med Berenike. Det var Berenike som blev Ptolemaios första drottning, när han 305 slutligen formellt blev kung. Det är inte känt när Eurydike lämnade Egypten, men år 287 f.Kr levde hon i alla fall med sitt eget hov i Miletos i Anatolien med sin dotter Ptolemais, som hon gav till maka till Demetrios I Poliorketes av Makedonien. Hennes dödsår är okänt.
Barn: 
1. Ptolemaios Keraunos
2. Meleagros
3. Son med okänt namn
4. Ptolemais
5. Lysandra av Egypten